# Jorge Chaparro Pinto
Jorge Luis Chaparro Pinto (Lima, 25 de septiembre de 1961) es un aviador peruano. Ostentó el rango de general del aire y fue el comandante general de la Fuerza Aérea del Perú durante el gobierno de Pedro Castillo desde el 3 de agosto al 4 de noviembre de 2021, cuando fue remplazado por Alfonso Javier Artadi Saletti.
Es bachiller y licenciado en Ciencias de la Administración Aeroespacial en la Escuela de Oficiales de la FAP y doctor en Ciencias de la educación por la Universidad Nacional Enrique Guzmán y Valle.
El 3 de agosto de 2021 fue designado comandante general de la Fuerza Aérea del Perú mediante Resolución Suprema 032-2021-DE. Al día siguiente, en una ceremonia en la Base Aérea Las Palmas a la que asistió el ministro de Defensa del gobierno de Pedro Castillo Walter Ayala, fue reconocido como máxima autoridad de la FAP.

## Condecoraciones
Ha recibido las siguientes condecoraciones y reconocimientos:
- Orden Capitán Quiñones en el grado de Gran Oficial y Gran Cruz
- Cruz Peruana al Mérito Aeronáutico en el grado de Gran Cruz, Oficial y Gran Oficial, Comendador, Oficial y Caballero
- Orden Militar Francisco Bolognesi
- Orden Militar de Ayacucho en el grado de Gran Cruz
- Cruz Peruana al Mérito Militar
- Cruz Peruana al Mérito Naval
- Medalla al Mérito Mayor General FAP Armando Revoredo Iglesias en el Grado de Caballero, Gran Oficial Especial y Gran Cruz
- Reconocido como Defensor Calificado de la Patria